# Transportul în Franța

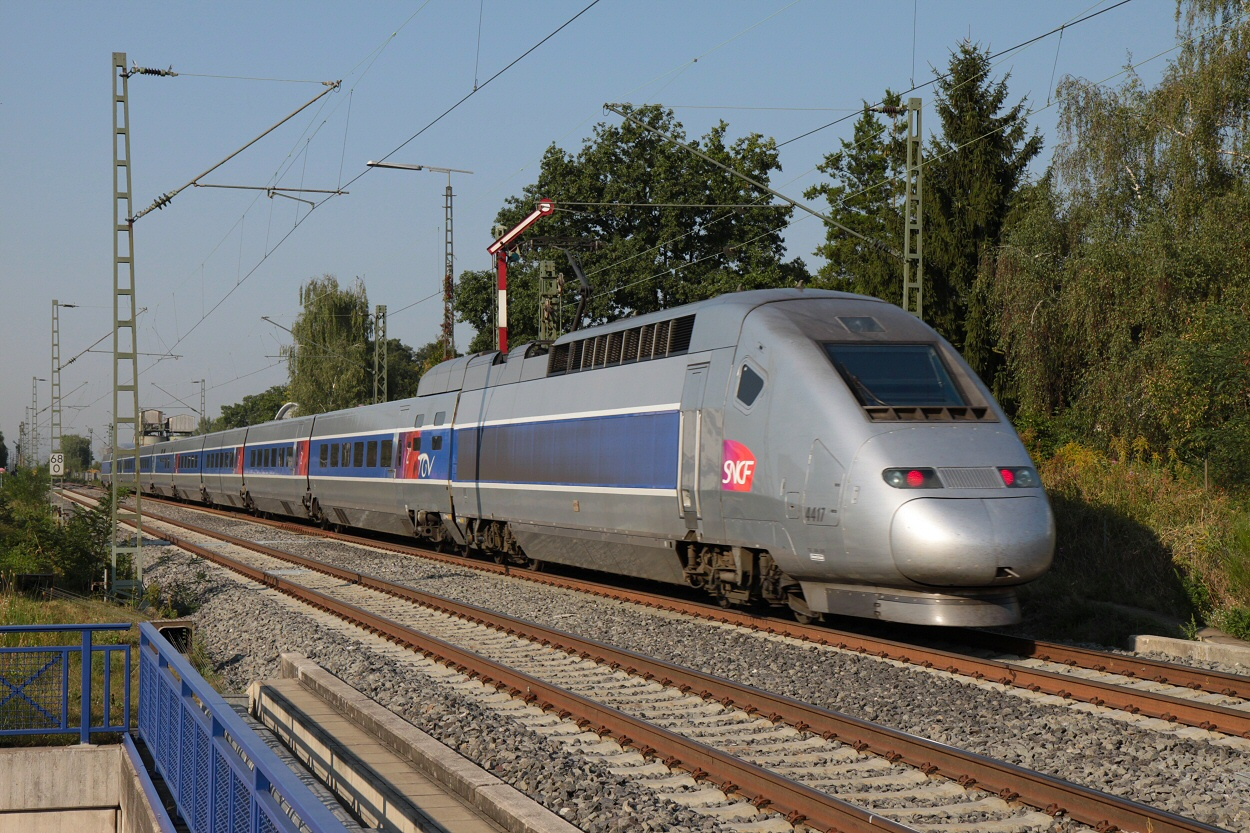
Tren de mare viteză TGV

În Franța, infrastructura de transport este foarte bine dezvoltată cu un număr mare de kilometri de cale ferată, autostrăzi și drumuri naționale și peste 400 de aeroporturi. 
Rețeaua de cale ferată are aproximativ 30.000 km cu ecartament standard de 1.435 mm din care peste 14.000 km sunt electrificați. Franța este renumită pentru sistemul de trenuri TGV ce pot circula, pe linii dedicate, cu viteze de peste 300 km/h. Există conexiuni cu toți vecinii săi, (cu excepția Andorrei care nu posedă sistem de cale ferată), inclusiv cu Regatul Unit prin intermediul Tunelului Canalului Mânecii. Numeroase orașe dispun de sisteme de trenuri suburbane (RER în Paris) și metrou, unele dintre ele fiind de tip VAL automate. De asemenea în marile orașe tramvaiul a început să fie din ce în ce mai prezent, după ce, în anii 1960 majoritatea liniilor au fost deființate. 
Rețeaua rutieră are peste 890.000 km drumuri publice, marea majoritate asfaltate, din care rețeaua de autostrăzi are peste 10.000 km, majoritatea fiind cu taxă și unele sunt operate de companii private. De asemenea există o rețea bine dezvoltată de drumuri naționale, de peste 30.000 km, care leagă principalele orașe. Piața auto este dominată de producătorii interni cum ar fi Renault (27% din piața auto în 2003), Peugeot (20,1%) și Citroën (13.5%). De asemenea, cu 70% din mașinile nou vândute în 2004, utilizarea motoarelor de tip diesel devine alegerea preferată, înaintea benzinei sau a GPL-ului.
Din cele 478 aeroporturi franceze, 176 sunt aeroporturi cu piste pavate, cel mai mare fiind Aeroportul Internațional Charles de Gaulle în apropierea Parisului. Air France este compania națională, în curs de privatizare, parte a concernului Air France-KLM, care este cea de a treia companie mondială de transport aeronautic. Până în Secolul XIX transportul fluvial era foarte dezvoltat, existând în continuare peste 14.000 km de canale și cursuri de apă navigabile, din care peste 6.000 km sunt foarte dens navigate. Există numeroase porturi, Le Havre, Saint-Nazaire, Bordeaux și Marsilia fiind printre cele mai importante.